# Japanische Badmintonmeisterschaft 1991
Die Japanische Badmintonmeisterschaft 1991 fand im Dezember 1991 in Tokio statt. Es war die 45. Austragung der nationalen Titelkämpfe im Badminton in Japan.

## Medaillengewinner
| Disziplin    | Gold                            | Silber                      | Bronze                            |
| ------------ | ------------------------------- | --------------------------- | --------------------------------- |
| Herreneinzel | Shūji Matsuno                   | Shinji Matsuura             | Hiroki Etō                        |
| Herreneinzel | Shūji Matsuno                   | Shinji Matsuura             | Fumihiko Machida                  |
| Dameneinzel  | Tomomi Matsuo                   | Hisako Mizui                | Michiyo Kitaura oder Haruko Yachi |
| Dameneinzel  | Tomomi Matsuo                   | Hisako Mizui                | Harumi Kōhara                     |
| Herrendoppel | Shinji Matsuura Shūji Matsuno   | Koji Miya Fumihiko Machida  | Takao Hayato Yūji Murayama        |
| Herrendoppel | Shinji Matsuura Shūji Matsuno   | Koji Miya Fumihiko Machida  | Masami Osanai Tatsuya Yanagiya    |
| Damendoppel  | Kyoko Sasage Tomomi Matsuo      | Keiko Nakahara Miwa Kai     | Fujimi Tamura Ryōko Iwata         |
| Damendoppel  | Kyoko Sasage Tomomi Matsuo      | Keiko Nakahara Miwa Kai     | Yūko Koike Tokiko Hirota          |
| Mixed        | Yasumasa Tsujita Haruko Matsuda | Eishi Kibune Miwako Nishida | Toshiaki Naketani Chika Tanifuji  |
| Mixed        | Yasumasa Tsujita Haruko Matsuda | Eishi Kibune Miwako Nishida | Koji Miya Mika Uemura             |